# 河内敏光
河内敏光（かわち としみつ、1954年5月7日 - ）は、東京都足立区出身のバスケットボール選手・指導者・解説者。

## 来歴
1973年に京北高等学校から明治大学に進み、同期の北原憲彦らとともにインカレなどのタイトルを獲得。
卒業後は、1977年に三井生命保険バスケットボール部入部。日本リーグの主力選手の一人としてリーグ戦はもとより1977年から1970年まで全日本チームでも活躍し、1986年の現役引退後は、1988年に三井生命の監督に就任し、実業団選手権大会優勝、天皇杯準優勝、日本リーグ３位にチームを導いた。
1993年には全日本男子監督に就任し、アトランタオリンピック予選アジア選手権３位、ユニバーシアード福岡大会優勝、広島アジア大会で優勝している。またNHK衛星第1テレビのNBA中継解説者としても活動していた。
その後2000年3月に大和證券バスケットボール部を継承して設立されたクラブチーム「新潟アルビレックスBB」の運営母体企業である「株式会社新潟スポーツプロモーション」の社長に就任し、企業から市民資本を重視したバスケットボールクラブ作りに奔走した。
2005年、bjリーグのコミッショナーに就任し、リーグの中心に立って活動する。設立の際にはリーグ運営会社の社長も務めていたが、2007年に社長職から退きコミッショナーに専念している。2014年6月、日本バスケットボール協会理事に就任。
2016年7月1日、B.LEAGUEテクニカルアドバイザー就任。
2018年9月7日　横浜ビー・コルセアーズのスーパーバイザー兼ゼネラルマネージャーに就任。2020-21シーズンよりエグゼクティブアドバイザーに職務変更。2021年6月30日に横浜ビー・コルセアーズを退団した。

## 経歴
- 京北高校 - 明治大学 - 三井生命（選手―ヘッドコーチ） - 新潟アルビレックス（GM） - bjリーグ（コミッショナー） - Bリーグ（テクニカルアドバイザー）-　横浜ビー・コルセアーズ（スーパーバイザー兼ゼネラルマネージャー）-　横浜ビー・コルセアーズ（エグゼクティブアドバイザー）

## その他
- 幼少期は野球に親しみ、同年代のチームでは4番でエースであった。また、大人のチームでプレーもした経験がある。河内は当時読売ジャイアンツのファンであったが、東京オリオンズの本拠地であった東京スタジアムにもよく足を運んでいた。中学でも野球を続けた河内であったが、球拾いの毎日であり、河内は「何故、自分より下手な先輩が試合に出ているのか。」と不満だったという。ボールが講堂まで取りに行ったとき、バスケットボール部が学年に関係なく同じ練習をしているのを見て衝撃を受けた。その後、球技大会で活躍した河内はバスケットボール部に転籍する。
- 京北高校は厳しい部で300人いた2年の秋には、新入部員が4人になるほどの厳しい部であった。ここで河内は才能を開花させ、全日本ジュニアの一員としても活躍した。河内の両親は既に受かっていた京北高校ではなく、都立三商に進学してもらいたかったようだが、河内は「都立三商なら東京では強くても全国大会には行けない。バスケで全国に行くなら京北しかない。」と思い、河内は都立三商の入試を受けず、河内は念願の京北高校へと進学する。
- 三遠ネオフェニックスのアソシエイトヘッドコーチを務めた河内修斗は河内の子息である。

## ギャラリー

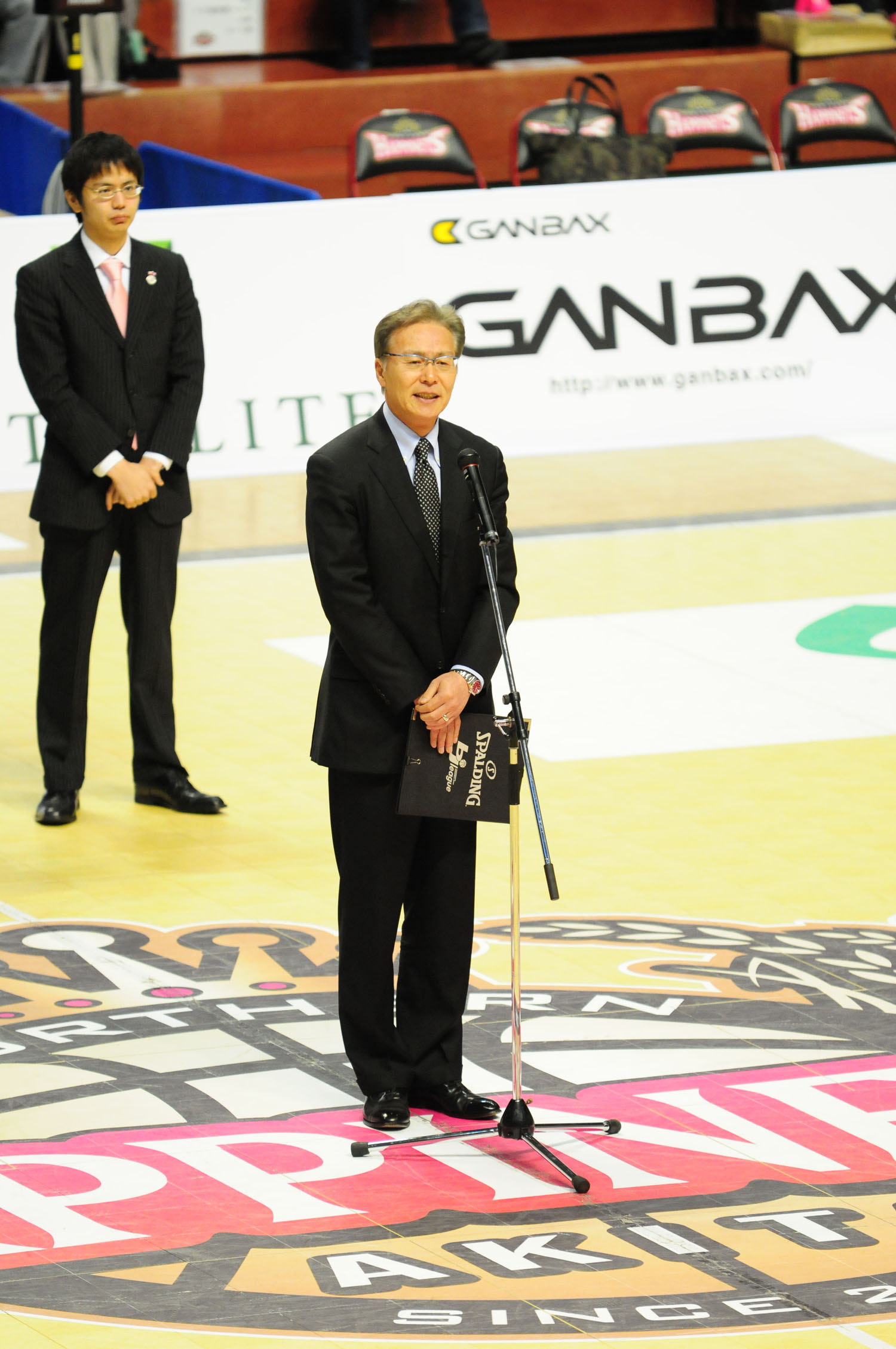
2011年　bjリーグ、河内敏光コミッショナー。秋田市立体育館で。
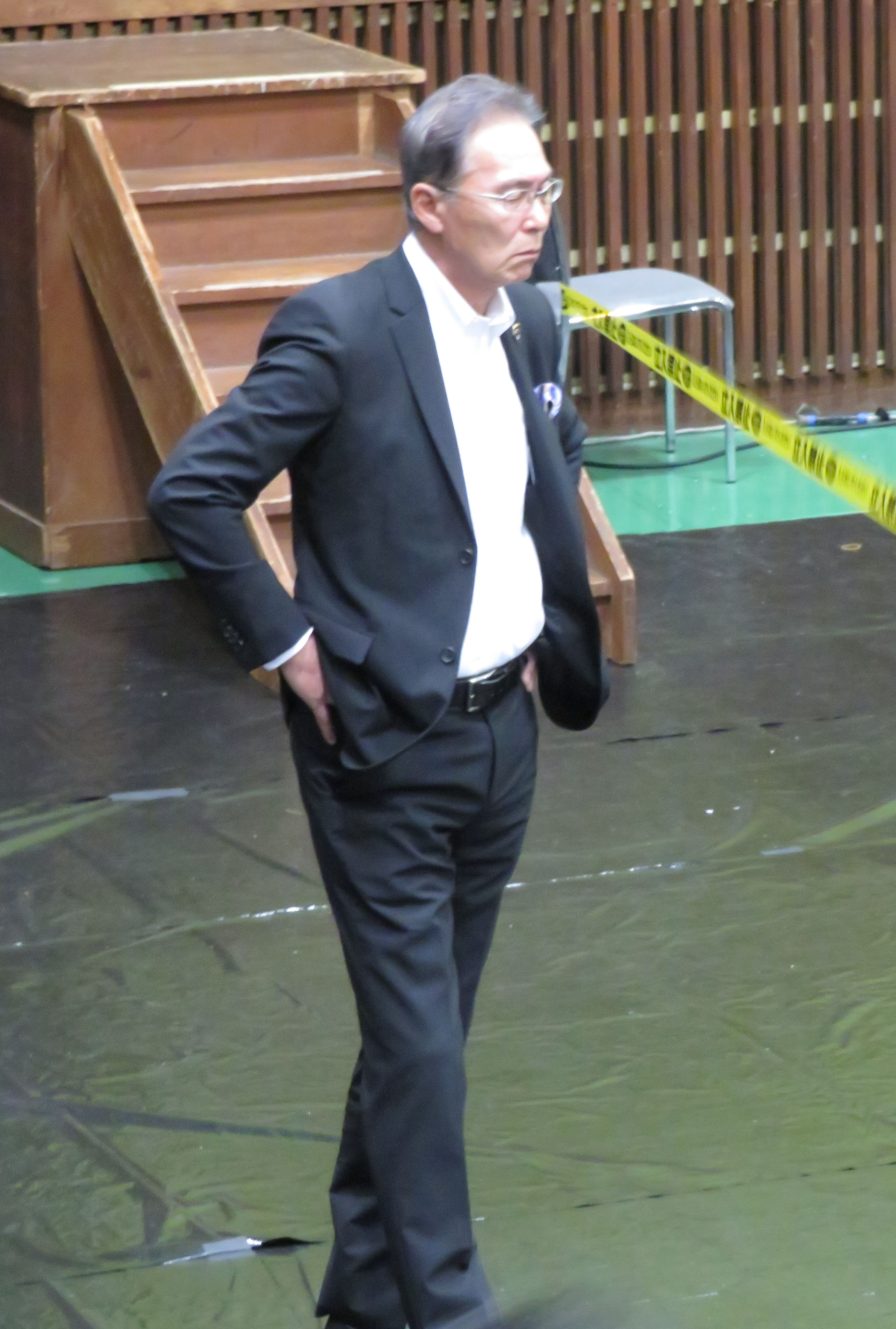
2018年10月28日撮影